# أغيات
قصر أغيات هو أحد قصور تيميمون بولاية أدرار الجزائرية يقع في الجهة الشمالية لدائرة تيميمون والتي يحدها من الشمال بلدية أولاد السعيد ومن الشرق بلدية زاوية الدباغ ومن الغرب قصور (تالا وأغلاد) ومن الجنوب بلدية تيميمون التي تبعد عنها حوالي 5 كلم.